# Aeschynomene compacta
Aeschynomene compacta är en ärtväxtart som beskrevs av Joseph Nelson Rose. Aeschynomene compacta ingår i släktet Aeschynomene och familjen ärtväxter. Inga underarter finns listade i Catalogue of Life.